# Беатрикс от Силезия-Глогау
Беатрикс от Силезия-Глогау или Беартикс фон Швейдниц (на немски: Beatrix von Schlesien-Glogau, Beatrix von Schweidnitz; на полски: Beatrycze Świdnicka) e принцеса от Силезия, първата съпруга на Лудвиг IV Баварски от Горна Бавария от династията Вителсбахи. Тя е римско-немска кралица от 20 октомври 1314 до 25 август 1322 г. заедно с Елизабет Арагонска (през 11 май 1315 – 13 януари 1330 г.).

## Биография
Родена е през 1290 година. Дъщеря е на херцог Хайнрих III (1260 – 1309) от Глогау, от фамилията на силезките Пясти, и неговата съпруга принцеса Мехтилд от Брауншвайг-Люнебург (1278 – 1318), дъщеря на Албрехт I, херцог на Брауншвайг и Люнебург от фамилията Велфи, и втората му съпруга Аделаида (Алесина) Монфератска, дъщеря на Бонифаций II Монфератски. По други източници тя е дъщеря на Болко I (Швидница).
През 1308 г. тя се омъжва в родината си Силезия за херцог Лудвиг Баварски (1282 – 1347) от Горна Бавария. През 1314 г. Лудвиг IV е кандидат на Люксембургската партия в изборите за римско-немски крал. Този избор не протича ясно и се стига до двойно кралство. На 20 октомври 1314 г. Лудвиг IV е избран за крал и коронован в Аахен от Петер фон Аспелтден, архиепископ на Майнц. След битката при Мюлдорф на 28 септември 1322 г. той успява да стане единствен крал.
Беартикс умира на 24 август 1322 г. и е погребана в катедралата Фрауенкирхе в Мюнхен.
Лудвиг IV Баварски се жени втори път за Маргарета Холандска на 25 февруари 1324 г. в Кьолн. На 17 януари 1328 г. в Рим, Италия, е коронован за император на Свещената Римска империя. Дори след 22 години от смъртта на Беатрикс Лудвиг Баварски я почита и дава на своята малка дъщеря от втория му брак името Беартикс.

## Деца
Беартикс има с Лудвиг IV Баварски шест деца:
- Мехтилд Матилда (1313 – 1346), ∞ 1323 в Нюрнберг за Фридрих II, маркграф на Майсен
- мъртво дете (*/† 1314)
- Лудвиг V (1315 – 1361), херцог на Горна Бавария, маркграф на Бранденбург, граф на Тирол, ∞ 1324 принцеса Маргарете от Дания (1305 – 1340), дъщеря на Христоф II, крал на Дания; ∞ 1342 Маргарете от Тирол (1318 – 1369), дъщеря на херцог Хайнрих от Каринтия
- Анна (1316 – 1319), погребана е в манастир Кастл. Тя е запазена като мумия.
- Агнес (1318 – ?)
- Стефан II (1319 – 1375), херцог на Долна Бавария-Ландсхут, ∞ 1328 принцеса Елизабет от Сицилия a.d.H. Арагон (1309 – 1349), ∞ 1359 Маргарете, графиная от Нюрнберг (1333 – 1377)